# Bola de cerdo

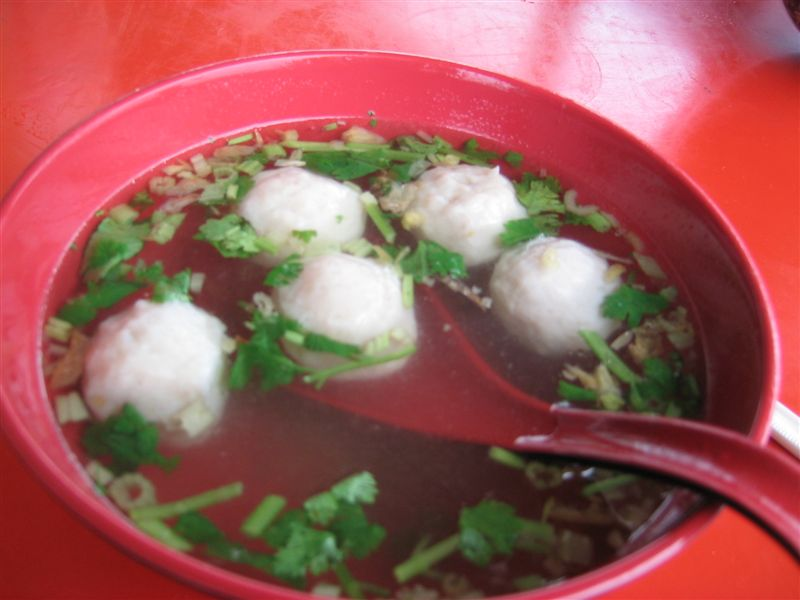
Un cuenco de sopa de bolas de cerdo.

Una bola de cerdo (chino tradicional 貢丸, simplificado 贡丸; literalmente ‘bola machacada’) es una albóndiga china hecha de carne de cerdo picada finamente, almidón y a veces sepia para darle una textura flexible y mayor sabor.
Las bolas de cerdo son comunes a las cocinas de Taiwán, China, Hong Kong y otras partes de Asia, incluyendo Malasia y Singapur. Son particularmente populares en la ciudad taiwanesa de Hsinchu, donde se les dedica una fiesta anual. El nombre procede originalmente del taiwanés: 摃 (machacar con un mazo) + 丸 (bola). Sin embargo, el primer carácter suele escribirse como 貢 (tributo, regalos) porque su pronunciación en mandarín coincide más estrechamente con la pronunciación taiwanesa de 摃.
En Taiwán, las bolas de cerdo se sirven con mayor frecuencia en una sopa llamada gongwan tang (貢丸湯; pinyin: gòngwán tāng), que es esencialmente un caldo claro con hoja de cilantro picada y cebolleta. También se sirven en varios tipos de sopa de fideos, como en las sopas y fideos de carro de Hong Kong.